# Bizlan
Bizlan è un comune dell'Azerbaigian situato nel distretto di İsmayıllı. Conta una popolazione di 480 abitanti.